# Ливенка (Бєлгородська область)
Лі́венка (рос. Ливенка) — село в Красногвардєйському районі Бєлгородської області, Росія. На землях історичного разселення українців Слобожанщині.
Село розташоване на річці Валуй, лівій притоці Осколу, у місці впадання до неї річки Валуйчик.
Населення села становить 4 101 особа (2002).
Є невелике водосховище на річці Валуй, придатне для риборозведення. На східній околиці проходить залізниця — станція Палатовка.

## Історія
Лівенка була утворена як місто-фортеця Новий Палатов Ізюмської оборонної риси в 1681 р. для відображення татарських набігів. На початку 1681 р. в Москву прибув палатовскій отаман Василь Лівенец і подав лист про те, щоб йому дозволили розпочати будівництво нового міста. А навесні 1681 Василю Лівенці і його синові Дмитру вдалося закликати черкас з дружинами і дітьми заснувати місто Новий Палатов. За 19 років свого існування (1681 - 1700) місто - фортеця Новий Палатов, виконавши свою місію в історії, перетворився в Лівенцеви слободу. Цією назвою слобода зобов'язана своїм засновникам: Василю Лівенці і його синові. 29 грудня 1779 Ливенському слобода отримала статус міста і стала повітовим містом Ливенському Воронезької губернії. з 1779 до 1802 р. Лівенка була повітовим містом, потім перейменована в заштатне місто, а в 1864 р. звернена в слободу.

## Уродженці
В селі народився Дятлов Олександр Іванович (1910—1948) — Герой Радянського Союзу.